# Couplage vibronique
En chimie théorique, les termes de couplage vibronique (pour des molécules discrètes) ou de couplage électron-phonon (pour des cristaux ou des objets bi- ou tridimensionnels), négligés dans l'approximation de Born-Oppenheimer, sont proportionnels à l'interaction entre les mouvements électroniques et nucléaires des objets chimiques. Le terme « vibronique » provient de la concaténation des termes « vibrationnel » et « électronique ». Le mot couplage dénote l'idée que dans un objet chimie, les états vibrationnels (ou phonons) et électroniques interagissent et s'influencent réciproquement. Le couplage est parfois qualifié d' effet pseudo-Jahn-Teller, en raison de sa proximité conceptuelle avec l'effet Jahn-Teller, bien connu par ailleurs.

## Description
Le couplage vibronique / électron-phonon est important lorsque deux surfaces d'énergie potentielle adiabatiques deviennent proches l'une de l'autre, c'est-à-dire lorsque la différence d'énergie entre elles est de l'ordre de grandeur d'un quantum d'oscillation. Cela se produit habituellement dans le voisinage d'un croisement évité de surfaces d'énergie potentielle correspondant à des états électroniques distincts pour la même symétrie spatiale et de spin. Cependant, le couplage existe aussi aux croisements réels. Dans le cas d'un processus adiabatique ou de l'approximation de Born-Oppenheimer ne sont pas valables et les termes non-adiabatiques (appelés donc termes de couplage vibronique ou électron-phonon) doivent être pris en compte. Les termes de couplage vibronique sont habituellement difficiles à évaluer, étant proportionnels aux dérivées première et seconde de la fonction d'onde électronique en fonction des coordonnées moléculaires. Une voie plus simple de résolution de ce problème est de basculer d'une représentation adiabatique à une représentation diabatique des surfaces d'énergie potentielle. Les termes vibroniques sont responsables par exemple du saut de surface ou de la phase de Berry. Le couplage vibronique devient infinie au voisinage d'une intersection conique. Cette singularité dans le paysage d'énergie potentielle est l'origine de la phase de Berry, découverte par H.C. Longuet-Higgins dans ce contexte.
Les exemples les plus anciens de l'importance du couplage vibronique ont été sans doute découverts dans les années 1930. En 1934, R. Renner écrivit sur le couplage vibronique dans un état Π électroniquement excité dans CO2. Des calculs sur les états excités les moins énergétiques du benzène par Sklar en 1937 (par la méthode de la liaison de valence) et plus tard en 1938 par Goeppert-Mayer et Sklar (avec la théorie de l'orbitale moléculaire) ont démontré une correspondance entre les prédictions théoriques et les résultats expérimentaux sur le spectre du benzène. Ce spectre fut l'objet du premier calcul qualitatif des efficacités de vibrations variées induites par des absorptions d'intensité.
Le couplage vibronique / électron-phonon n'influe pas uniquement sur les propriétés optiques, mais aussi sur les propriétés magnétiques et de localisation-délocalisation électronique de l'objet chimique considéré. Optiquement, la bande d'intervalence que présente les composés à valence mixte devient plus complète et acquiert une structure par ce couplage. Le couplage magnétique est aussi influencé, s'il existe des électrons non appariés dans le système. Selon le type de couplage vibronique dominant, la délocalisation électronique peut soit être intensifiée, soit amortie.

## Modèles de couplage vibronique
Plusieurs modèles de description du couplage vibronique ont été proposés, parmi eux :
- le modèle de Hush : relativement sensible, il décrit les conséquences optiques du couplage vibronique, et met en relation la position et l'intensité de la bande d'intervalence avec les paramètres microscopiques.
- le modèle de Piepho-Krausz-Schatz (PKS) : basé sur les vibrations locales, autour du centre électroactif. Il s'agit d'un traitement quantique, générant des fonctions d'ondes explicites.
- le modèle de Piepho : basé sur les vibrations modifiant les distances entre les centres électroactifs. Il s'agit d'un traitement quantique, générant des fonctions d'ondes explicites.